# 神原将
神原 将（かみはら しょう、1974年 - ）は、沖縄県生まれの日本の著作家である。

## プロフィール
過去に企画・製作・執筆に関わった本は、『自衛隊員が撮った東日本大震災』...etc。

## 作品
■「原発引っ越し」
単行本：163ページ（第3版）
言語：日本語
発売日：2012/04/05